# Độ rọi
Lux (ký hiệu: lx) là đơn vị đo độ rọi trong SI. Nó được sử dụng trong trắc quang học để đánh giá cường độ ánh sáng cảm nhận được. Đây là một đơn vị dẫn xuất trong SI, nghĩa là nó được định nghĩa từ các đơn vị "cơ bản" hơn. Cụ thể, đo độ rọi bằng quang thông trên diện tích:
1 lx = 1 lm/m²
Đơn vị đo quang thông trong SI, lumen, lại là một đơn vị dẫn xuất nên:
1 lx = 1 cd sr / m²

## Định nghĩa
1 lux là độ rọi có được của một bề mặt có diện tích 1 mét vuông có thông lượng chiếu sáng 1 lumen.